# Lauter/Sa.
Lauter/Sa., Lauter/Sachsen – dawne miasto w Niemczech, w kraju związkowym Saksonia, w powiecie Erzgebirgskreis (do 31 lipca 2008 w powiecie Aue-Schwarzenberg). Do 29 lutego 2012 należało do okręgu administracyjnego Chemnitz.
1 stycznia 2013 nastąpiło połączenie Lauter/Sa. z gminą Bernsbach, w wyniku czego powstało miasto Lauter-Bernsbach. Jedną z dzielnic nowo powstałego miasta jest dzielnica Lauter, której powierzchnia pokrywa się z powierzchnią byłego miasta.

## Geografia
Lauter/Sa. leżał ok. 4 km na południowy wschód od miasta Aue i ok. 4 km na północny zachód od Schwarzenberg/Erzgeb.
Przez miasto przebiegała droga krajowa B101.

## Osoby związane z miejscowością
W 1931 zmarł tutaj Jonathan Paul, pastor luterański i pionier ruchu zielonoświątkowego w Niemczech.